# Маньи, Пьетро
Пьетро Маньи (итал. Pietro Magni; 21 октября 1817, Милан — с 9 на 10 января 1877, Милан) — итальянский скульптор.
Пьетро Маньи учился у Аббондио Санджорджо, затем у Лоренцо Бартолини. В 1850 году он создал свою первую заметную работу, «Давид с пращой», выставлявшуюся в 1855 г. на Всемирной выставке в Париже. Синтез жанровой скульптуры с романтической образностью был достигнут Маньи в работе «Читающая девушка» (итал. La leggitrice; 1856), многократно копировавшейся. С 1860 г. Маньи вёл занятия по скульптуре в миланской Академии Брера.
В числе наиболее значительных зрелых произведений Маньи — памятник Леонардо да Винчи перед театром Ла Скала в Милане (окончен в 1872 г.), скульптуры «Галереи Виктора Эммануила II» (торгового пассажа в самом центре Милана), аллегорическая скульптурная группа «Прорезание Суэцкого перешейка» (1863, ныне в музее Триеста).
Умер после непродолжительной болезни в ночь с 9 на 10 января 1877 года в Милане.

## Комментарии
1. ↑  Это объясняет разночтения в источниках, относящих его смерть к 9 или 10 января 1877 года.